# Храм Серафима Саровского (Саратов)
Храм во имя преподобного Серафи́ма Саро́вского в Саратове — приходской храм Саратовской епархии в городе Саратове. Главный престол освящён во имя преподобного Серафима Саровского. Является объектом культурного наследия Саратова.

## История

### Дореволюционная
В начале 1901 года Саратовская епархия направила запрос в строительный отдел администрации Саратовской области[уточнить] для изучения проекта архитектора Алексея Салько по строительству деревянной церкви в Саратове. В 10-м квартале по Астраханской улице под проект был запланирован участок, подаренный госпожой Семидетковой.
27 февраля 1902 года городская дума направила ходатайство об этом строительстве в Министерство внутренних дел. В указанном месте (в настоящее время на углу улиц Большой Горной и Университетской) в 1903 году на каменном фундаменте была возведена деревянная церковь, которая позже была обнесена красным кирпичом.
Церковь была построена на пожертвования жителей Саратова.
28 декабря 1903 года построенную церковь освятил Гермоген (Долганёв), епископ Саратовский и Царицынский. В храме был только один престол во имя Серафима Саровского. Позже к храму была пристроена колокольня, возведённая по проекту Андрея Мушты. Церковь была построена до канонизации Серафима Саровского и считается одной из первых церквей в мире, освящённых в его честь.

### Послереволюционная
Решением Постоянного комитета Оргкомитета ВЦИК Саратовской области по делам религий с 13 по 21 марта 1935 года храм был закрыт, его здание было передано Институту «Микроб». В здании был оборудован хостел Института «Микроб».
После времени гонений здание церкви сохранилось лишь частично: в паспорте на реставрацию здания церкви было указано, что степень его сохранности составляет менее 10 %.

### Современная
В 1989 г. зданию грозил снос. В ноябре 1989 г. верующие жители г. Саратова, собрав подписи, ходатайствовали о недопущении сноса здания церкви.
27 апреля 1990 года Саратовское епархиальное управление обратилось с просьбой о восстановлении храма научно-производственного предприятия «Волга-Ресурс».
12 июля 1990 года был составлен реставрационный паспорт церкви Саров Серафима. 1 августа 1990 года архиепископ Саратовский и Вольский Пимен праздновал первую молитвенную службу в Серафимовском храме в обиженной церкви. Через десять дней в здании начались реставрационные работы.
5 января 1991 года настоятель храма протоиерей Василий Стрелков совершил первый обряд освящения воды. В конце 1991 года первоначальная реставрация была завершена, и 15 января 1992 года архиепископ Пимен совершил чин великого освящения возобновленного храма.
29 декабря 1994 года временный администратор Саратовской епархии архиепископ Симбирский и Мелекесский Прокл (Хазов) посвятил антиминс боковому престолу в честь Серафимо-Дивеевской иконы Божией Матери под названием «Умиление»; престол освятил настоятель храма протоиерей Николай Земцов.
К Пасхе 1998 года на храме были установлены новые купола, изготовленные волгодонским производственным объединением «Грант».
Колокольня была перестроена в храме. Здесь проходит курс воскресной школы. В притворе храма есть крещальная палата.
30 июня 2005 года храм получил статус Архиерейского подворья.
Реконструкцию храма преподобного Серафима Саровского начали в апреле 2012 года, а в 2016 митрополит Саратовский и Вольский Лонгин совершил чин Великого освящения Архиерейского подворья — храма во имя преподобного Серафима Саровского в Саратове.

## Духовенство
- Настоятель храма протоиерей Димитрий Усольцев[6].

## Святыни храма
- Ковчег с частицей мощей преподобного Серафима Саровского
- Икона блаженной Матроны Московской с частицей мощей[7]

## Приписные храмы и часовни
- Часовня в честь Воскресения Христова на Воскресенском кладбище
- Часовня во имя Свт. Николая Чудотворца (железнодорожный вокзал)[8].